# الاختبارات النووية البريطانية في مارالينغا
أُجريت الاختبارات النووية البريطانية في مارالينغا بين عامي 1956 و1963 في موقع مارالينغا، وهو جزء من منطقة ووميرا المحظورة في جنوب أستراليا على بعد نحو 800 كم (500 ميل) شمال غرب أديلايد. أجري ما مجموعه سبعة اختبارات نووية أنتجت بمجمعها قوة تفجيرية تتراوح تقديراتها من 1 إلى 27 كيلوطن مكافئ تي إن تي (4 إلى 100 تيراجول). أجريت سلسلتا اختبارات كبيرتان في موقع مارالينغا: عملية بوفالو في عام 1956 وعملية أنتلر في العام الذي يليه. تألفت عملية بوفالو من أربعة اختبارات: اختبار شجرة واحدة (12.9 كيلوطن مكافئ تي إن تي (54 تيراجول))، واختبار هروب (10.8 كيلوطن مكافئ تي إن تي (45 تيراجول)) وكلاهما فجرا من على أبراج، واختبار ماركو (10.8 كيلوطن مكافئ تي إن تي (5.9 تيراجول)) الذي فجر على مستوى سطح الأرض، واختبار الطائرة الورقية (2.9 كيلوطن مكافئ تي إن تي (12 تيراجول)) أطلقته قوات الطيران الملكية من طائرة فيكرز فاليانت من على ارتفاع 11,000 متر (35,000 قدم). كان هذا أول إسقاط لسلاح نووي بريطاني من على متن طائرة.
عملية بوفالو تبعتها عملية أنتلر في عام 1957، التي اختبرت أسلحة نووية خفيفة جديدة. جرت ثلاثة اختبارات في هذه السلسلة: تادجي (0.93 كيلوطن مكافئ تي إن تي (3.9 تيراجول)، وبياك 5.67 كيلوطن مكافئ تي إن تي (23.7 تيراجول) وتاراناك 26.6 كيلوطن مكافئ تي إن تي (111 تيراجول). أول اختبارين أجريا من أبراج، في حين أجري الأخير بالتعليق من مناطيد. استخدم اختبار تادجي كريات من الكوبالت كمتتبعات لتحديد قوة الانفجار، ما أدى إلى انتشار إشاعات بأن بريطانيا كانت تطور قنبلة من الكوبالت. بين عامي 1956 و1963، كان موقع مارالينغا يُستخدم أيضًا لتجارب صغيرة، اختبارات لعناصر من الأسلحة النووية لا تتضمن انفجارات نووية. كانت تجارب كيتنز (أي قطط صغيرة) اختبارات لصواعق (لبدء التفجير) نيوترونية، في حين قاست اختبارات راتز (أي جرذان) وتيمز كيفية انضغاط نواة الانشطار للسلاح النووي عن طريق موجة الصدمة شديدة الانفجار، وفحصت اختبارات فيكسنز آثار النار أو الانفجارات غير النووية على الأسلحة الذرية. في النهاية ولدت الاختبارات الصغيرة تلوثًا أكبر من الاختبارات الكبيرة.
تُرك الموقع ملوثًا بالنفايات المشعة، وجرت محاولة أولى للتنظيف في عام 1967. سلمت لجنة ماكليلاند الملكية تقريرها عن فحص آثار التجارب الصغيرة والاختبارات الكبيرة عام 1985، ووجدت اللجنة أنه ما يزال هناك مخاطر إشعاعية مؤثرة في العديد من مواقع مارالينغا. أوصت اللجنة بإجراء تنظيف آخر، وقد تم في عام 2000 بكلفة 108 مليون دولار أسترالي. استمر الجدال حول مدى أمان الموقع والآثار الصحية طويلة الأمد على سكان المنطقة الأصليين والموظفين السابقين. في عام 1994 دفعت الحكومة الأسترالية تعويضات تصل إلى 13.5 مليون دولار للملاك الأصليين، وهم شعب مارالينغا تجاروتجا، أعيدت أراضيهم لهم بالكامل في عام 2014.
بحلول أواخر سبعينيات القرن العشرين كان هناك تغير ملاحظ في كيفية تغطية الإعلام الأسترالي للاختبارات النووية البريطانية. حقق بعض الصحفيين في الأمر وأصبح التدقيق السياسي أشد. نشر الصحفي برايان توهي سلسلة مقالات في مجلة أوستراليان فاينانشال ريفيو في أكتوبر عام 1978، وكانت مبنية جزئيًّا على وثيقة وزارية مسربة. في يونيو من عام 1993 كتب الصحفي في مجلة نيو ساينتيست إيان أندرسون مقالة بعنوان «أفعال بريطانيا القذرة في مارالينغا» وبضعة مقالات أخرى متعلقة بالموضوع. في عام 2007 وثق كتاب مارالينغا: عملية التستر على نفايات أستراليا النووية للكاتب ألان باركنسون عملية التنظيف غير الناجحة في مارالينغا. كتبت أغانٍ شعبية عن قصة مارالينغا من قبل بول كيلي وميدنايت أويل.

## إنهاؤها
نظر إلى مارالينغا باعتبارها أرض تجارب يمكن فيها إجراء الاختبارات الكبيرة سنويًّا، ولكن هذا لم يحدث/ وكانت عملية أنتلر آخر سلسلة اختبارات كبرى تجري هناك. كان من أسباب ذلك الإرادة الشعبية العامة. أشار استفتاء عام 1952 إلى أن 58 بالمئة من الأستراليين كانوا يدعمون الاختبارات النووية البريطانية في أستراليا، وفقط 29 بالمئة كانوا معارضين، ولكن الدعم انخفض بثبات، وبحلول عام 1957 لم يكن سوى 37 بالمئة من المؤيدين، في حين عارض 49 بالمئة. وكان هذا يعني انتهاء مستقبل اختبارات مارالينغا في حال تغيير الحكومة، وقد تقلصت أغلبية مينزيس في انتخابات أستراليا الفدرالية عام 1961 إلى مقعد واحد فقط. كان الانحدار في تأييد أستراليا للاختبارات جزءًا من صيحة عالمية نتج عنها تعليق الاختبارات النووية من نوفمبر 1958 حتى سبتمبر 1961.
لم تعد هناك حاجة الآن إلى مارالينغا، فقد أدى حظر الحكومة الأسترالية لاختبارات الأسلحة النووية الحرارية إلى إنشاء موقع اختبار جزيرة كريسماس، حيث لم يكن هناك حظر، وكانت رياح الجزيرة تحمل الغبار الذري بعيدًا. مع اتفاقية الدفاع المشترك بين الولايات المتحدة الأمريكية والمملكة المتحدة عام 1958 حصلت بريطانيا على صلاحية الوصول إلى موقع تجارب نيفادا. حيث حصل أول اختبار بريطاني كبير تحت الأرض في الأول من مارس عام 1962، ولكن لم يكن هناك اطمئنان لاستمرار قابلية استخدام موقع نيفادا في المستقبل. منعت معاهدة الحظر الجزئي للتجارب النووية عام 1963 التجارب في الغلاف الجوي، ولم يكن هناك موقع في نطاق مارالينغا لإجراء الاختبارات تحت الأرض، أقرب موقع مناسب كان في أراضي السكان الأصليين على بعد 400 كيلومتر (250 ميل). بعد عام 1963 وضعت مارالينغا في حالة الرعاية، ورغم وجود بعض النقاشات الخاصة بإجراء تجارب صغيرة في عام 1966، ونظرًا لحقيقة اقتراب انتهاء صلاحية مذكرة اتفاقيات عام 1956 في مارس من ذلك العام، فقد قررت الحكومة البريطانية أنها لن تسعى لزيادة أو تجديد الاتفاقية. وُقعت مذكرة رسمية لإنهاء مذكرة اتفاقيات عام 1956 في الثالث والعشرين من سبتمبر 1967، وحررت المملكة المتحدة من معظم التزاماتها ومسؤولياتها في 21 ديسمبر 1967. في ديسمبر من عام 1068 نقض وزير الدفاع إعلان مارالينغا كمنطقة محظورة تحت قانون الدفاع (تعهدات خاصة) لعام 1952. في 31 أغسطس عام 1972 أزال وزير التموين الحظر عن القسم الأكبر من منطقة مارالينغا المحظورة، مبقيًا فقط شريطًا أبعاده 48 ب240 كيلومترًا (30 ب140 ميلًا) كان قد أصبح جزءًا من منطقة ووميرا المحظورة الجديدة.

## التغطية الإعلامية
وفق ليز تينان من جامعة جيمس كوك، فإن اختبارات مارالينغا كانت مثالًا صارخًا على ما يمكن أن يحدث إذا لم يكن الإعلام الشعبي قادرًا على الإخبار عن نشاطات قد تحاول الحكومة إخفاءها. كانت مارالينغا مثالًا عن السرية التامة، ولكن تغييرًا فارقًا حدث أواخر سبعينيات القرن العشرين في كيفية تعاطي الإعلام الأسترالي مع التجارب النووية البريطانية، ظهر بعض صحفيي التحقيقات ذوي المصادر الجيدة، وتحدث أشخاص من الداخل كآفون هدسون وأصبح التدقيق السياسي أكثر احتدامًا. نشر الصحفي برايان توهي سلسلة مقالات في مجلة أوستراليان فاينانشال ريفيو في أكتوبر عام 1978، وكانت مبنية جزئيًّا على وثيقة وزارية مسربة.
في يونيو من عام 1993 كتب الصحفي في مجلة نيو ساينتيست إيان أندرسون مقالة بعنوان «أفعال بريطانيا القذرة في مارالينغا» وبضعة مقالات أخرى متعلقة بالموضوع. كانت المقالات تحليلًا مفصلًا لأثر فيكسن بي والمفاوضات المطولة للحكومة الأسترالية مع المملكة المتحدة بشأن تنظيف مارالينغا وتشارك كلفة «الختم الآمن» لنفايات البلوتونيوم. في عام 1993، ربح أندرسون جائزتي مايكل ديلي عن مقالاته الخاصة بمارالينغا.
مارالينغا: عملية التستر على نفايات أستراليا النووية للكاتب ألان باركنسون هو كتاب عن عملية التنظيف التي تبعت الاختبارات النووية البريطانية في مارالينغا، منشور عام 2007. شرح باركنسون، وهو مهندس نووي، أن تنظيف مارالينغا في أواخر تسعينيات القرن العشرين اختُصر بهدف تخفيض التكاليف واقتصر على رمي الأنقاض المشعة الخطرة في حفر ضحلة في الأرض. صرح باركنسون قائلًا «ما جرى في مارالينغو حل رخيص وبشع لم يكن ليُتبنى في أراضي الأشخاص البيض».